# Kaolack
Pour les articles homonymes, voir Kaolack (homonymie).
Pour les articles ayant des titres homophones, voir Kaolak (rivière) et Khao Lak.
 (juillet 2023).
Si vous disposez d'ouvrages ou d'articles de référence ou si vous connaissez des sites web de qualité traitant du thème abordé ici, merci de compléter l'article en donnant les références utiles à sa vérifiabilité et en les liant à la section « Notes et références ».
Kaolack, ville sise à l'ouest du Sénégal, se trouve à proximité immédiate du parc national du delta du Saloum. En tant que chef-lieu de la région et du département éponymes, elle occupe une position centrale dans la géographie administrative du pays. 
En l'année 2022, Kaolack détient le titre de la commune la plus densément peuplée du Sénégal, abritant quelque 345 000 habitants. Dotée d'une situation géographique stratégique, elle joue un rôle essentiel en tant que port majeur du pays. Fondée par les autorités françaises durant l'ère coloniale, cette localité émerge au sein de l'ancien royaume du Saloum, témoignant ainsi de l'histoire et de l'influence passée de cette région.

## Géographie
Kaolack est située à une distance de 192 km au sud-est de Dakar par le biais de la route nationale 1, se trouve sur la rive droite du fleuve Saloum. Une section autoroutière est en cours de développement pour améliorer cet itinéraire, avec une prévision de mise en service aux alentours de 2023/2024. Cette ville occupe une position centrale dans le bassin arachidier, constituant ainsi un important nœud routier reliant le Mali, la Gambie, la Casamance et le reste du Sénégal. Elle abrite un marché significatif où une variété de marchandises est échangée. Originellement abrité sous une toiture d'origine coloniale, ce marché a été lourdement endommagé par un incendie, ce qui a conduit à l'extension des échoppes bien au-delà de son périmètre initial. 
En tant que centre de convergence, Kaolack est entourée par plusieurs localités voisines telles que Sibassor, Mbadakhoune, Ndiaffate et Kahone, qui autrefois était la capitale du Sine Saloum.

## Administration
Il s'agit du chef-lieu du département de Kaolack ainsi que de la région de Kaolack. La localité est affiliée au réseau de l'Association internationale des maires francophones (AMF).
Elle abrite un nombre substantiel d'établissements éducatifs publics et privés, ainsi qu'un centre de formation destiné au personnel enseignant (CRFPE).

### Maires
- Ibrahima Seydou Ndaw
- Valdiodio N'diaye
- Thierno Diop
- El hadj Diène Bacar Guèye
- Abdoulaye Diack
- Ibrahima Bèye
- Daouda Faye
- Khalifa Niass
- Madieyna Diouf
- Mariama Sarr
- Serigne Mboup (en cours)

## Histoire

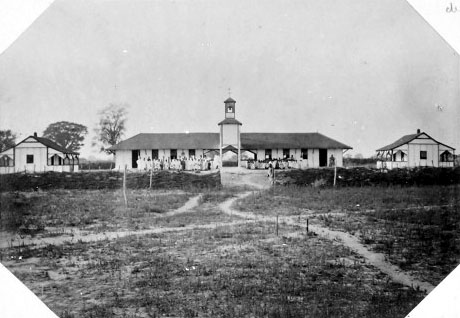
Groupe scolaire de Kaolack en 1890

La ville de Kaolack émerge comme une création issue de la période coloniale, établissant ses fondations à proximité du village de Ndangane, aujourd'hui un quartier ancien de la ville. Historiquement, Kaolack a joué un rôle prépondérant en tant que centre majeur de transit pour l'arachide, une culture lucrative au Sénégal. De ce fait, elle s'est affirmée comme l'une des villes les plus influentes du pays.

En tant que siège administratif du département et de la région de Kaolack, elle occupe une position centrale dans le paysage politique et économique local. Ancrée dans l'ancien royaume du Saloum, Kaolack trouve son essence dans un territoire caractérisé par une importante concentration de sel, un phénomène largement attribuable à la proximité du bras de mer du Saloum. Depuis longtemps, une société spécialisée détient le monopole de l'exploitation du sel dans la région.

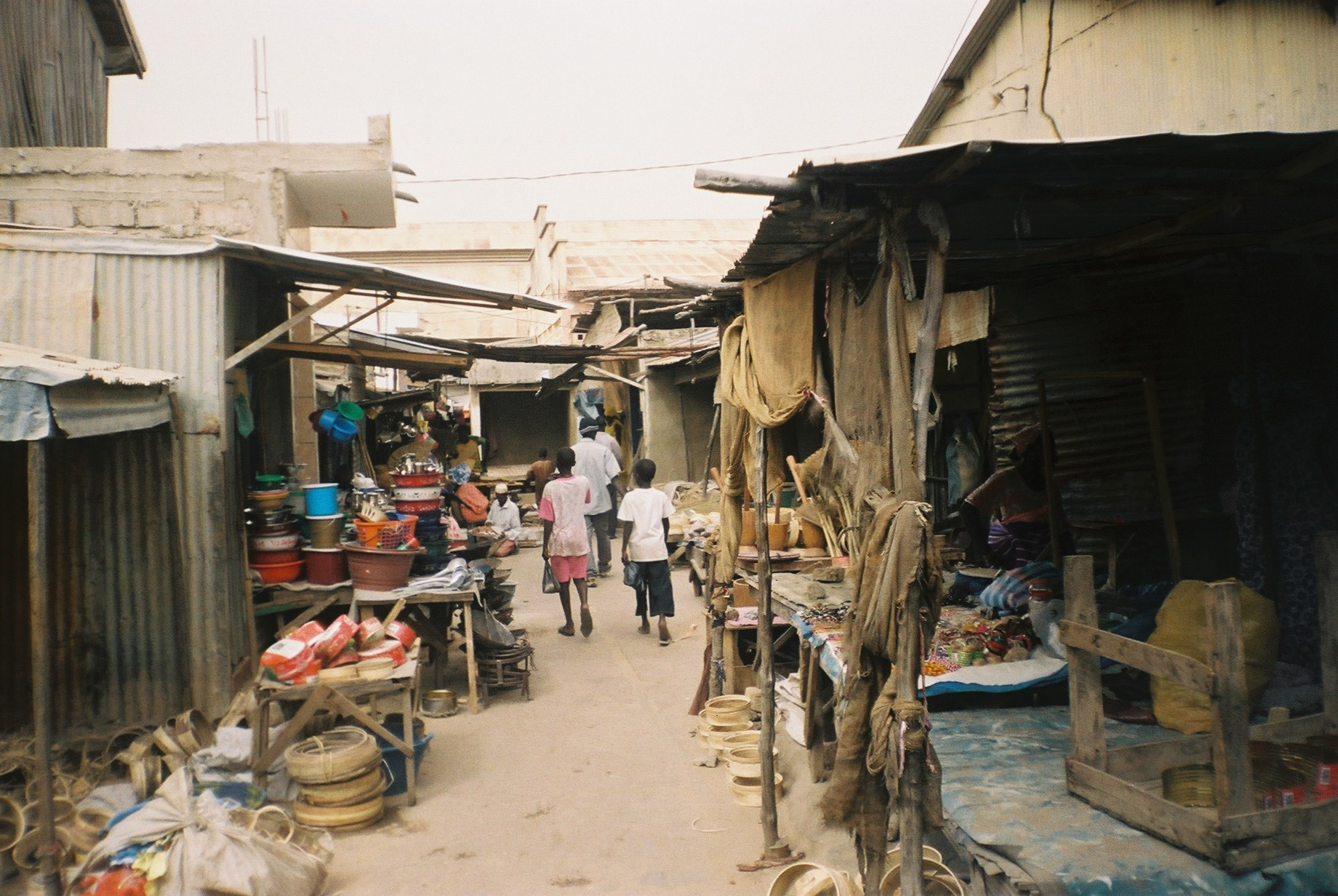
Marché à Kaolack

Le royaume du Saloum, initialement réticent à l'ingérence européenne, consentit néanmoins, par appréhension de représailles, à l'érection du fort de Kaolack sur instigation de Pinet-Laprade. Ce bastion, érigé à proximité du bras de mer du Saloum, constituait le pivot d'un territoire français enclavé au sein du royaume. Lors des conflits de résistance menés par les dirigeants locaux, notamment Maba Diakhou Bâ, souverain musulman de Nioro du Rip (aujourd'hui situé dans le département de la région de Kaolack), et Lat-Dior Diop, souverain en exil du Cayor, le fort de Kaolack fut attaqué.
Par conséquent, Kaolack devint un centre de transit essentiel dans le commerce de l'arachide et du sel. L'avènement du chemin de fer contribua à rapprocher cette ville du bassin arachidier.

## Religion

### Islam

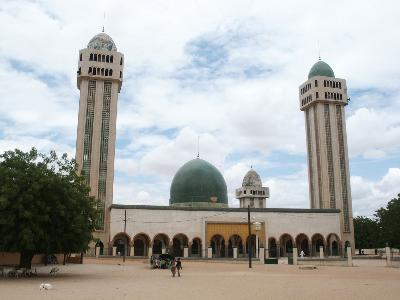
La mosquée de Médina Baye

La Grande Mosquée de Kaolack, érigée sous la direction de la confrérie tidjane des Niassène, sous l'impulsion de Baye Niasse, est aujourd'hui le centre névralgique du quartier de Médina Baye. Son inauguration, survenue le vendredi 26 février 2010, a marqué un jalon dans l'histoire de cette localité. Médina Baye abrite la descendance du marabout tidjane décédé en 1975, et chaque année, à l'occasion de la célébration de la naissance de Mahomet, la ville de Kaolack attire un grand nombre de fidèles dans ce quartier religieux.
Depuis le 3 août 2020, Cheikh Mouhamadou Mahi Niass est le cinquième khalife en fonction à Médina Baye, succédant à son prédécesseur, Serigne Cheikh Ahmed Tidiane Niass, décédé à l'âge de 88 ans. Tous deux sont les fils du fondateur, Baye Niass. L'actuel imam de la grande mosquée, Cheikh Tidjiane Alioune Cissé, est le petit-fils de Baye Niass. Il a pris la relève de son frère, l'imam Hassan Alioune Cissé, décédé le 14 août 2008. Ce dernier a joué un rôle prépondérant dans la diffusion des enseignements de la confrérie dans divers pays tels que la France, les États-Unis, la Gambie et plusieurs nations arabes. En tant qu'intellectuel éminent et polyglotte, il était fréquemment en mission à l'étranger. La confrérie a également contribué à la construction d'infrastructures telles qu'une clinique, des écoles et une pharmacie.
Mamoune Niass, actuel dirigeant du Rassemblement pour le Peuple (RP), parti politique d'orientation de gauche, est un fils de Baye Niass. Cheikh Mouhamadoul Amine, également fils de Baye Niass, a exercé en tant que consul d'Arabie Saoudite et a représenté le Sénégal. Abdoulaye Mountakha, petit-fils de Baye Niass, occupe quant à lui le poste de ministre conseiller auprès du président, Macky Sall.
Médina Baye se distingue comme l'un des rares quartiers de Kaolack, voire du Sénégal, où convergent plus d'une vingtaine de communautés de diverses nationalités. Des groupes d'Africains de l'Ouest et du Centre y sont établis, ainsi que des Américains venus pour étudier le Coran, le soufisme et le Tidjania.

### Catholicisme
Kaolack accueille depuis le 6 juillet 1965 le siège d'un diocèse catholique, couvrant les régions de Kaolack et Kaffrine ainsi que deux départements de la région de Fatick. La cathédrale locale, dénommée Saint Théophile Turpin, constitue le centre spirituel de cette entité. L'éminent prélat, le cardinal Théodore-Adrien Sarr, a assumé de hautes responsabilités dans ce diocèse lors de son mandat d'évêque de Kaolack. Le doyenné de Kaolack-Ville comprend trois paroisses : la Cathédrale Saint-Théophile, fondée en 1914, Notre-Dame d'Ayde, érigée en 1969, et Saint-Jean-Apôtre, établie en 2007 à Maka-Kahone.

## Population

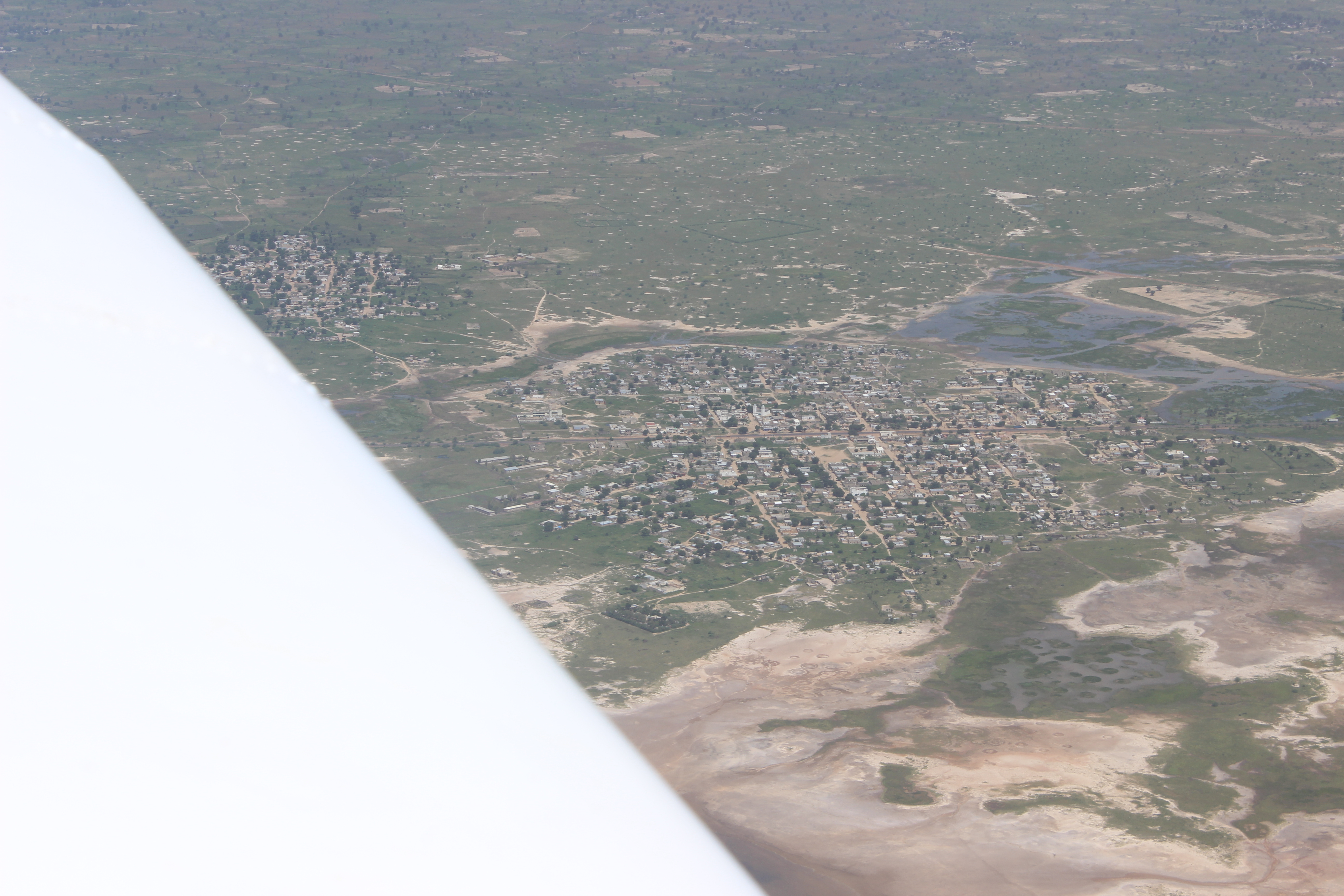
Kaolack vue du ciel

Lors des recensements de 1988 et 2002, Kaolack comptait respectivement 150 961 et 172 305 personnes.
En 2007, selon les estimations officielles, la population serait de 185 976 habitants.
En 2017, la population de la région de Kaolack était évaluée à 1 086 464 individus, selon les données officielles de l'Agence nationale de la statistique et de la démographie (ANSD) datant de cette année-là. Cette population se répartissait entre 537 303 hommes et 549 161 femmes. Le taux de croissance démographique de cette région était estimé à 7,1 %.

## Économie
Kaolack se distingue comme un carrefour de communication d'une grande importance. Son marché, hautement significatif, exerce une attraction particulière sur une clientèle essentiellement régionale. En raison de sa position avantageuse en bordure du Saloum, la ville a longtemps prospéré au cœur des activités de production et d'exportation d'arachide et de sel.

## Jumelages
- Aoste (Italie)
- Mérignac (Gironde) (France)

## Personnalités liées à la commune
- Valdiodio N'diaye, avocat et homme politique
- Babacar Ba, homme politique
- Abdourahmane Dia, homme politique et diplomate
- Abdoulaye Diack, homme politique
- Mouhamadou Diaw, footballeur
- Papakouli Diop, footballeur
- Frédéric Havas, champion de France de volley-ball
- Elhadji Diouf, homme politique
- Ibrahima Kébé, artiste plasticien
- Kéba Mbaye, juriste et homme de lettres
- David Amadou M'Bodji, footballeur
- Momar Ndao, homme politique
- Guédel Ndiaye, avocat et dirigeant sportif
- Tafsir Malick Ndiaye, juriste
- Babacar Niang, homme politique
- Ahmed Khalifa Niasse, homme politique
- Moustapha Niasse, homme politique
- Mariama Sarr, femme politique
- Boubacar Kambel Seck, footballeur
- Abdou Aziz Sow, homme politique
- Amadou Kane Sy, artiste plasticien
- Luc Vigneron, président-directeur général de Thales
- Sidy Lamine Niasse, président du groupe Walfadjri
- Shaykh Hassan Cissé (en), chef religieux
- Thione Niang, militant politique américain
- Amadou Lamine Sall, poète, récipiendaire du Prix Tchicaya U Tam'si pour la poésie africaine
- Aminata Touré, femme politique sénégalaise, ancien Premier ministre
- Ibrahim Niasse, chef spirituel au sein de la confrérie Tijaniyya.